# Трембіта
Трембі́та, тримбі́та, рідко тромбі́та — український народний духовий мундштуковий (дульцевий) музичний інструмент. Має вигляд дерев'яної труби без вентилів і клапанів, інколи обгорнутої березовою корою. Довжина від 2,5 до 8 метрів, діаметр близько 30 мм, збільшується у розтрубі; у вузький кінець трембіти вставляється дерев'яний, роговий або металевий мундштук (дульце, пищик).
Висота звукового ряду трембіти залежить від її величини. Мелодію виконують переважно у верхньому регістрі. Трембіта поширена у східній частині Українських Карпат, зокрема на Гуцульщині, у Польщі та Угорщині.

## Етимологія
Слово «трембіта», як вважають, походить від рум. trîmbiță. У самій румунській мові воно, ймовірно, є слов'янізмом — від прасл. *trǫbica < *trǫba («труба»).
Варіант «тромбіта», очевидно, запозичений з угорської мови (trombita), де походить від італ. trombetta.

## Історія

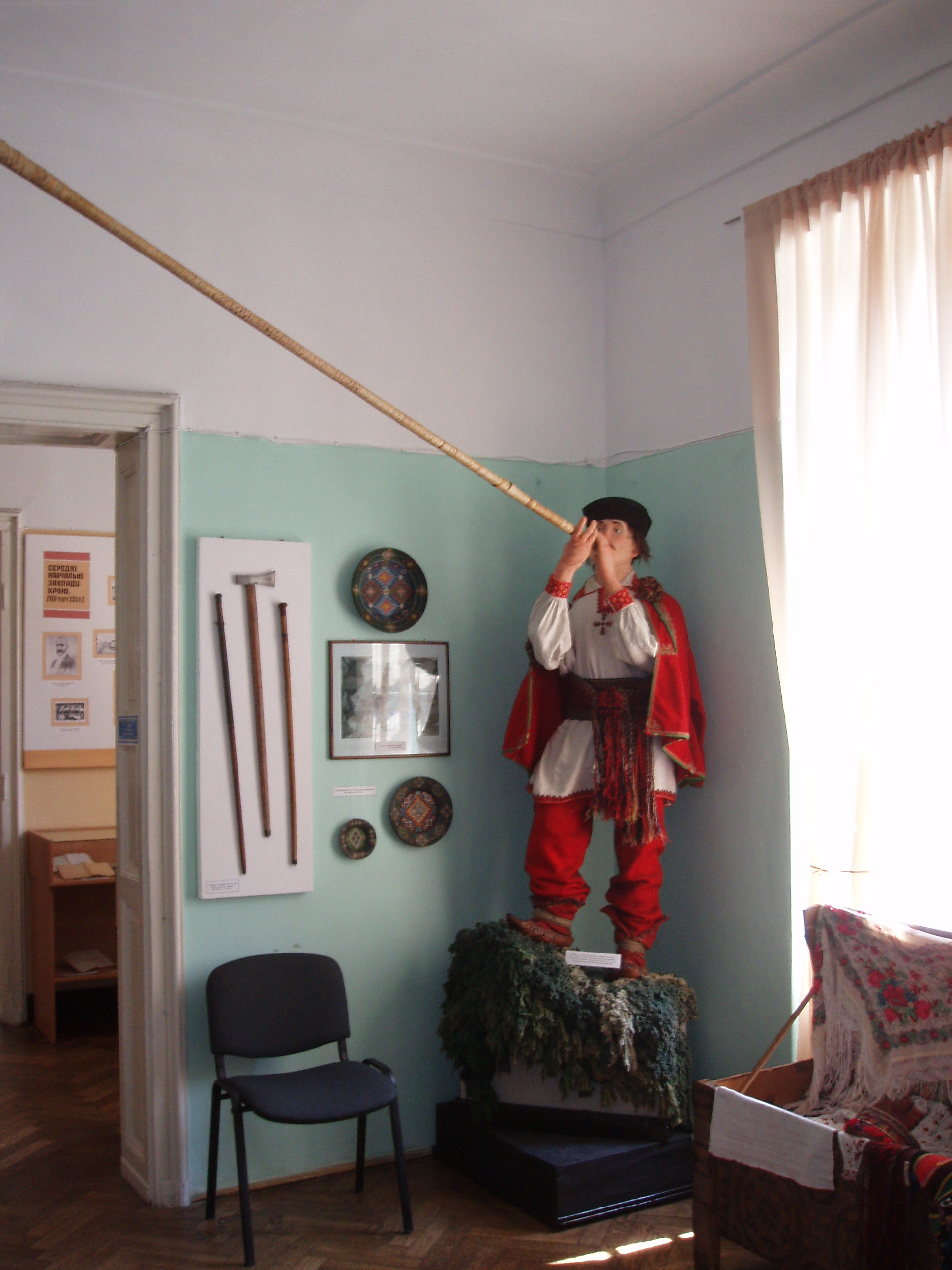
Гра на трембітах.

Споконвіку трембіта була єдиним засобом зв'язку чабана з селом: за трембітовими звуками люди дізнавалися про місцеперебування ватага з отарою, про те, як триває випас маржини (худоби). Трембіта на полонині виконувала утилітарну функцію, будучи замінником годинника. Ще у прадавні часи, коли в гуцульських селах був відсутній будь-який комунікаційний зв'язок (телеграф, радіо, годинник), пастухи на полонинах визначали час за тінню. Ватаг («потрембач», «трембітанник»), ставши обличчям до сонця, слідкував, коли його тінь з'єднається з його зростом, що означатиме початок обідньої пори («південь»).

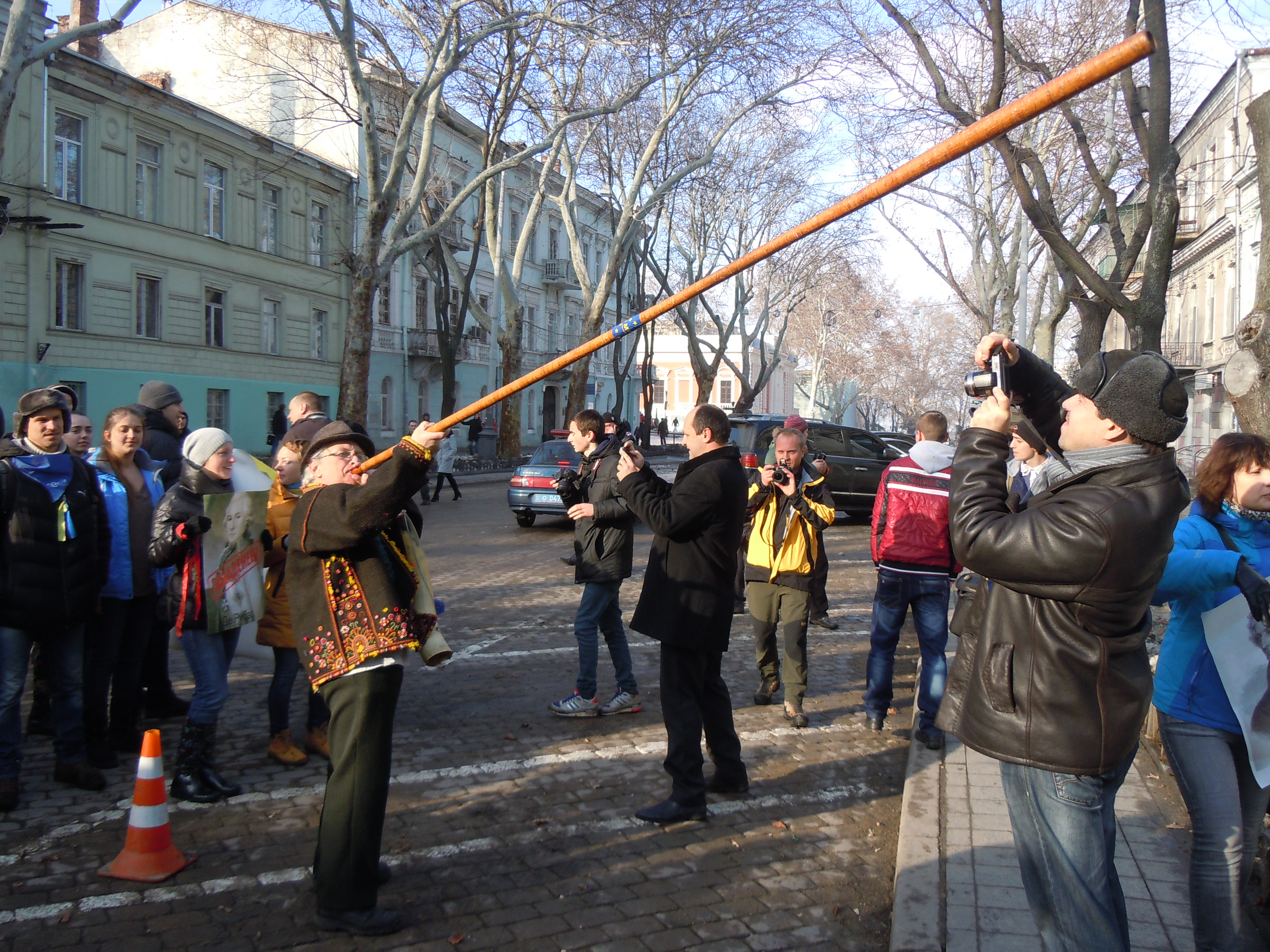
«Марш западенців» в Одесі. Львів'янин Любомир Кушлик, викладач ЛНУ грає на трембіті на пікеті будівлею прокуратурою Одеської області. Лютий 2014-го

Визначений таким чином час ватаг оповіщав трембітною мелодією-сигналом («вівці йдуть на обід до зграї»). Особливі звуки інструмента попереджали і про небезпеку. Вживалася трембіта і для подання сигналів про початок та закінчення робочого дня. Цей інструмент супроводжував гуцульські обряди і свята. У Карпатах за давньою традицією жодні урочистості не відбувалися без трембіти — цієї, на перший погляд, довгої дерев'яної труби з яворовим мундштуком та нехитрою, здається, навіть спрощеною мелодією.
Саме трембіта сповіщала про народження в сім'ї дитини. Поклик цього інструмента запрошує людей на весілля. Трембіта плакала, коли проводжали людину в останню путь. З приходом у гори радіозв'язку й телебачення, ці функції трембіти майже втрачені. Нині вона слугує здебільшого мистецтву — часом її включають до оркестру, на фестивалях етнографічної музики.

## Будова
Трембіта являє собою трубу з дерева або кори від 2,5 до 8 м довжиною. Мундштук трембіти називається пищо́к, розтруб — голосник, а розширена частина взагалі — голосни́ця.

## Виготовлення інструмента

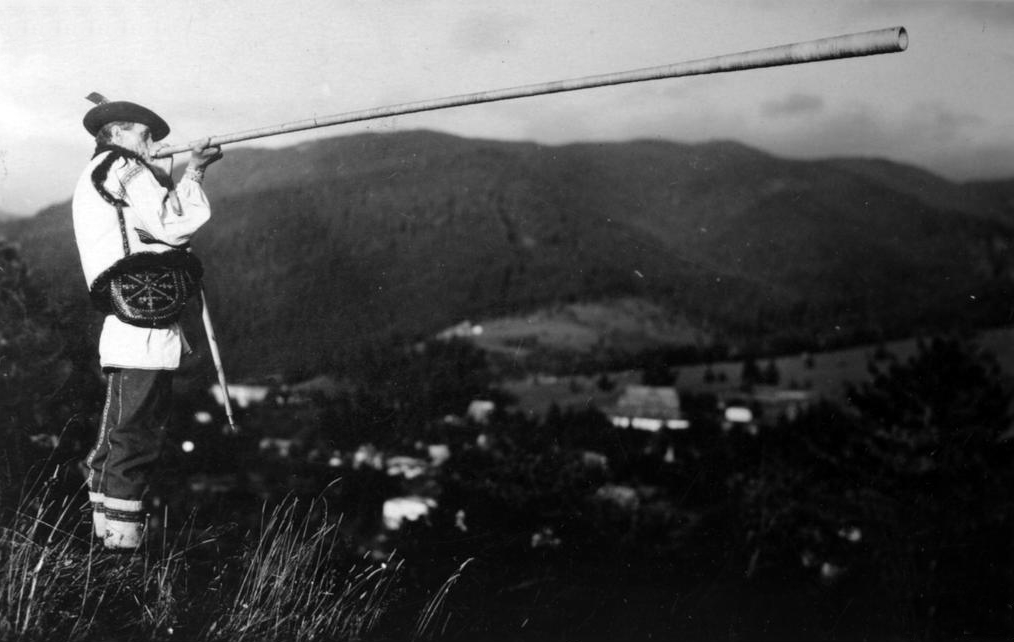
Івано-франківський гуцул із требмітою.

Згідно з давньою гуцульською традицією, трембіту треба виготовляти з громовиці, тобто дерева, в яке влучила блискавка. Вважається що така трембіта звучить найкраще. До речі, жоден найвправніший тесляр не розчахне смеречину так рівно, як удар блискавки. Вік дерева повинен бути 120—150 років. До того ж громовиця повинна, як мовиться, дозріти: чим довше стоятиме вона під сонцем, чим довше її обвіватимуть вітри, тим гучнішою та дзвінкішою буде трембіта.
Майстер повинен загнати лезо топірця в деревину так, щоб, повагом натиснувши, розчахнути «сурму» навпіл. Це складна операція. Заганяти лезо можна тільки на 10—15 сантиметрів, бо цей шмат доведеться зрізати, він не звучатиме. А розчахнути триметрову сурму необхідно на дві рівні частини (якщо не вдалося — праця змарнована).

Після цього майстер береться за різці та ножі різної конфігурації, з допомогою яких «ладнає голос інструментові». Обережно, протягом годин і діб (виготовлення одного інструмента може тривати майже рік) вибирає серцевину з обох половинок заготовки. Залишається тільки двоміліметрова оболонка. Заготовка має 8—10 кілограмів ваги, а готова трембіта — до півтора кілограма. 

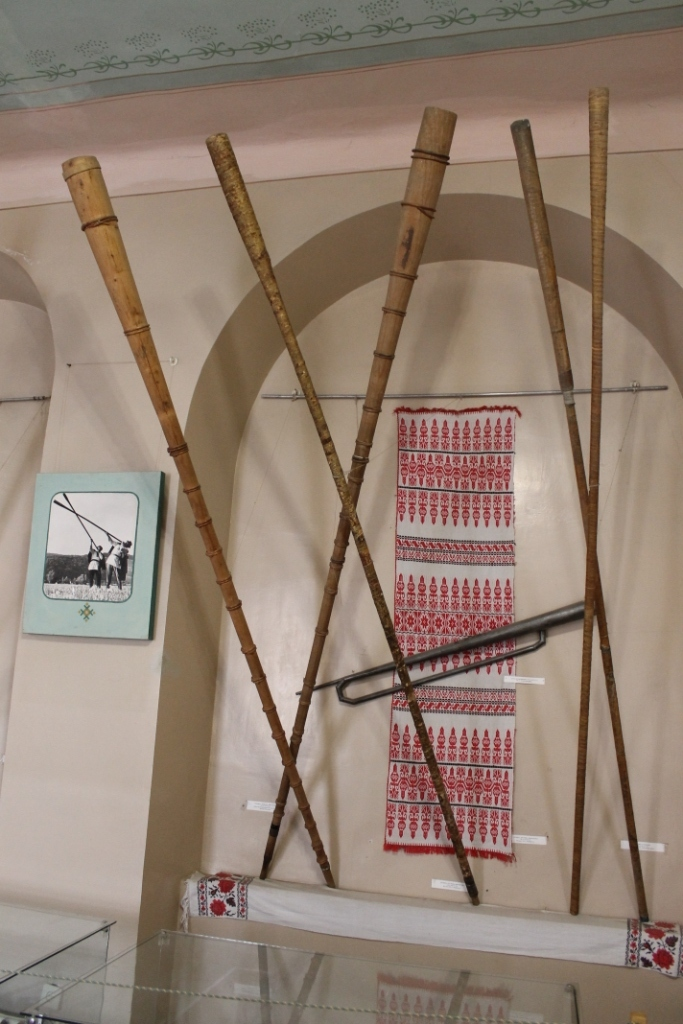
Трембіти в музеї музичних інструментів, Ужгород

Отже 6—8 кілограмів деревини треба вишкребти вручну, не поранивши при цьому краї, які будуть стулятися без застосування клею. Необхідно скласти дві половинки і міцно стягнути їх обручами. Ці обручі виготовляються зі смерекових віт. Віти мають рости на смереці зі східного боку стовбура, до того ж не вище, як півтора метра від землі. Бо саме такі пагони, як помічено в народі, гнучкі та сильні. Після цього — останній етап: виготовлення мундштука. Він повинен бути обов'язково яворовим, бо ця деревина має солодкий присмак, отже, такий мундштук приємно прикладати до губ. І коли мундштук, що нагадує за формою сопілковий чи кларнетовий, готовий, то вже можна випробовувати інструмент.

## Цікаві факти
- Вважається, що трембіта — це суто гуцульський інструмент. Але відомо, що бойки також користувалися трембітами. Щоправда, бойківська трембіта «трумбета» дещо різниться конструкцією від гуцульської трембіти.
- В Івано-Франківську встановили рекорд України, загравши разом на 146 трембітах й гуцульських рогів[6].